# Predator: Badlands
Pour les articles homonymes, voir Predator et Badlands.
Série Predator
Predator: Killer of Killers
(2025)
Pour plus de détails, voir Fiche technique et Distribution.
Predator: Badlands est un film américain réalisé par Dan Trachtenberg et dont la sortie est prévue en 2025. Il s'agit du septième opus de la franchise Predator.

## Synopsis
Dans le futur, sur une planète isolée, un jeune Predator, paria de son clan, trouve un allié improbable en la personne de Thia, et se lance dans un voyage à la recherche de l'adversaire ultime.

## Fiche technique
Sauf indication contraire, les informations mentionnées dans cette section peuvent être confirmées par les bases de données cinématographiques IMDb et Allociné,  présentes dans la section « Liens externes ».
- Titre original et français : Predator: Badlands
- Réalisation : Dan Trachtenberg
- Scénario : Patrick Aison, d'après une histoire de Dan Trachtenberg et Patrick Aison, d'après les personnages créés par John et Jim Thomas
- Musique : NC
- Décors : Ra Vincent
- Photographie : Jeff Cutter
- Montage : Stefan Grube
- Production : John Davis, Dan Trachtenberg, Marc Toberoff, Ben Rosenblatt et Brent O'Connor
  - Production déléguée : Lawrence Gordon
- Sociétés de production : Davis Entertainment et Lawrence Gordon Productions
- Société de distribution : 20th Century Studios
- Budget : NC
- Pays de production :  États-Unis
- Langue originale : anglais
- Format : couleur
- Genre : science-fiction, action
- Dates de sortie[1] : Dates sujettes à modification
  - France : 5 novembre 2025
  - États-Unis : 7 novembre 2025

## Distribution
- Dimitrius Schuster-Koloamatangi : Dek, le Predator
- Elle Fanning : Thia, l’androïde Weyland-Yutani

## Production

### Genèse et développement
En février 2024, un nouveau film Predator est annoncé. Il est présenté comme un « standalone film » — non lié aux précédents opus — et provisoirement intitulé Badlands. Dan Trachtenberg, déjà à l’œuvre sur Prey et Predator: Killer of Killers, est annoncé comme réalisateur et co-scénariste,.  Le réalisateur a cité des influences stylistiques et thématiques des œuvres de Frank Frazetta et Terrence Malick, Conan le Barbare. Les films L'Homme des vallées perdues, Mad Max 2 : Le Défi, Le Livre d'Eli, ainsi que les westerns de Clint Eastwood et le jeu vidéo Shadow of the Colossus.
En janvier 2025, Trachenberg a annoncé au magazine Empire que le Predator sera le personnage principal dans son film : "La créature est au premier plan, elle mène la charge. Elle est toujours dure à cuire, mais il y a aussi quelque chose qui vous touchera sur le plan émotionnel". S'inspirant de l'univers élargi de la franchise, Badlands est destiné à être une entrée autonome dans la série, axée sur le monde natal des Predators et sur la culture de leur espèce. À cette fin, un langage écrit et verbal cohérent pour les Predators a été développé pour le film par le linguiste qui a créé la langue Na'vi pour le film Avatar. En s'écartant des films précédents, le Predator, Dek, est le protagoniste plutôt qu'un antagoniste[réf. nécessaire]. Pour créer l'apparence physique de Dek, la société Studio Gillis — anciennement Amalgamated Dynamics (en) — a conçu une combinaison de créature pour représenter le corps du Predator, tandis que son visage a été amélioré numériquement, à l'aide d'animation par ordinateur, pour transmettre une expression émotionnelle plus subtile[réf. nécessaire].
La société fictive Weyland-Yutani, présentée dans la franchise Alien, apparaît dans le film, bien que le lien entre elle et la franchise Predator reste inconnue.

### Attribution des rôles
En juin 2024, Elle Fanning est annoncée en négociations pour le rôle principal. Sa présence est officiellement confirmée le 27 août 2024.
Dek est interprété par le cascadeur Dimitrius Schuster-Koloamatangi, qui a également appris la langue Predator spécifiquement pour le rôle[réf. nécessaire].

### Tournage
Le tournage débute le 27 août 2024 en Nouvelle-Zélande sous le faux titre Backpack, et se termine fin octobre.

## Sortie et accueil
La sortie dans les salles américaines de Predator: Badlands est prévue pour le 7 novembre 2025. La date de sortie est annoncée en octobre 2024 et était auparavant destinée à un autre film de 20th Century Studios/Disney, Blade de l'univers cinématographique Marvel, repoussé sans précisions. Il devrait sortir deux jours plus tôt en France.